# Statik Selektah
Statik Selektah, pseudonimo di Patrick Baril (Lawrence, 23 gennaio 1982), è un disc jockey, produttore discografico e conduttore radiofonico statunitense.
Statik Selektah nasce a Lawrence ma vive i suoi primi anni ad Exeter, nel New Hampshire, spostandosi poi a Boston all'età di diciotto anni. Attualmente risiede a New York City. La sua fama è principalmente legata ai mix-cd realizzati con artisti come Nas, Royce Da 5'9" e con la G-Unit Records, come alle sue sequenza mixate per le radio in FM e satellitari. Nel 2004 Statik Selektah fonda la Showoff Records, iniziando a produrre soprattutto artisti underground come Termanology, del quale ha ospitato molti lavori.

## Show radiofonici
- WPEA 90.5fm Exeter, NH
- WERS 88.9fm Boston, MA
- WBOT 97.7fm Roxbury, MA
- 66 Raw XM Radio
- WBLX-FM 92.9fm Mobile, AL
- Shade 45 Sirius Satellite, New York City, NY
- KMJJ Shreveport, LA
- WFXA Augusta, GA
- WIZF Cincinnati, OH
- WUML-91.5 (Lowell,MA)
- The Beat 102.7 (Grand Theft Auto: Episodes From Liberty City) stazione radio non reale.

## Discografia

### Album da solista
- 2007 - Spell My Name Right: The Album
- 2009 - Stick 2 the Script
- 2010 - 100 Proof: The Hangover
- 2011 - Population Control
- 2013 - Extended Play
- 2014 - What Goes Around
- 2015 - Lucky 7
- 2017 - 8

### Album collaborativi
- 2009 - All In A Day's Work (con Saigon)
- 2010 - 1982 (con Termanology come "1982")
- 2010 - 1982: The EP (con Termanology come "1982")
- 2010 - The Evening News EP (con Termanology come "1982")
- 2011 - Statik-Free EP (con Freeway)
- 2011 - Lyrical Workout (con Bumpy Knuckles)
- 2011 - Lord Giveth, Lord Taketh Away (con Freddie Gibbs)
- 2011 - Well-Done (con Action Bronson)
- 2012 - Straight, No Chaser (con Reks)
- 2012 - 2012 (con Termanology come "1982")
- 2012 - Ambition (con Bumpy Knuckles)
- 2013 - The Proposal (con Ransom)
- 2014 - Still Blue (con Jared Evan)
- 2016 - Statik KXNG (con KXNG Crooked)
- 2018 - Still 1982 (con Termanology come "1982")
- 2019 - TrillStatik (con Bun B)

### EP
- 2009 - Grand Theft Auto IV: The Lost & Damned EP
- 2009 - The Pre-Game EP
- 2010 - The Left-Overs (Of What’s To Come...) EP

### Mixtape
- 2004 - The Prophecy (con Nas)
- 2006 - The Prophecy 2: The Beginning of the N (con Nas)
- 2011 - State of Grace (con Slaine)
- 2012 - #AGE: All Green Everything
- 2012 - Stereotype EP (con Strong Arm Steady)
- 2012 - AGE: Open Season (con J.F.K.)
- 2013 - Boom Bap & Blues (con Jared Evan)
- 2014 - ...Comes Around EP